# 伯克 (南达科他州)
伯克（英語：Burke），是美国南达科他州下属的一座城市。根据2010年美国人口普查，该市有人口596人。论人口在本州排行第105。